# Azra Korjenic

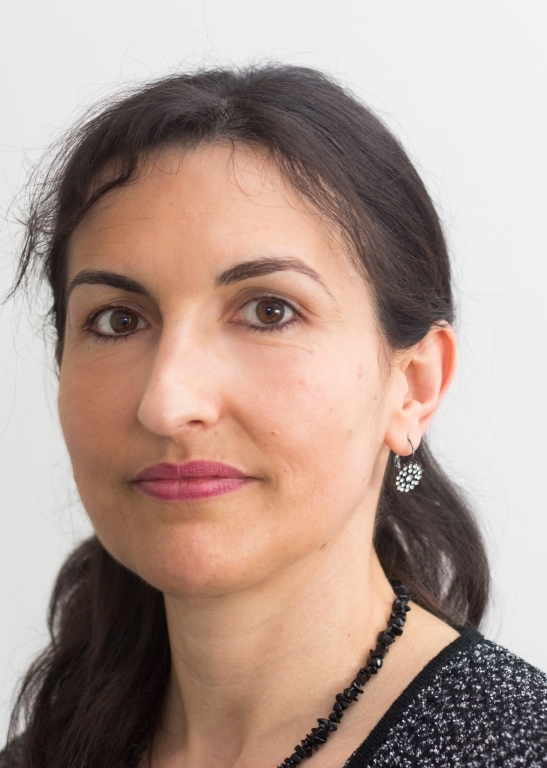
Azra Korjenic (2014)

Azra Korjenic (* in Sarajevo, Bosnien und Herzegowina) ist Universitätsprofessorin für Ökologische Bautechnologien an der Technischen Universität Wien (TU Wien). Schwerpunkte ihrer Forschungsarbeit sind in den Bereichen ökologische und innovative Baumaterialien, Konstruktionen, Gebäude und Siedlungen, Gebäude- und Umgebungsbegrünungen sowie Smart- und Green-Cities angesiedelt.
Sie ist seit 2009 Hauptmitglied des Arbeitskreises für Gleichbehandlungsfragen der TU Wien und die Hauptansprechperson der Fakultät für Bauingenieurwesen.

## Ausbildung und beruflicher Werdegang
Nach dem Abschluss der Maschinenbau HTL studierte Azra Korjenic Bauingenieurwesen zunächst in Sarajevo und später an der Technischen Universität Wien. Nach Erhalt ihres Bauingenieur-Diploms begann sie in einem bautechnischen Planungsbüro zu arbeiten, später führte sie ihre Karriere als Universitätsassistentin an das Institut für Hochbau und Technologie, im Forschungsbereich für Bauphysik und Schallschutz der TU Wien. Während dieser Zeit schrieb sie an ihrer Dissertation zum Thema „Anwendung von Gebäudesimulation zur Bewertung von Sanierungskonzepten“ und wurde 2003 zum „Doktor der Technik“ promoviert. 2011 wurde ihr nach Abschluss der Qualifikationsvereinbarungen als Assistant-Professorin die Leitung der Arbeitsgruppe „ökologisches & innovatives Bauen und Green Building“ übertragen. 2013 wurde ihr im Rahmen ihrer Habilitation die Lehrbefugnis (venia docendi) für das Fach „Bauphysik“ erteilt. Für ihre Habilitationsschrift „Methodische Ansätze zur Verbesserung der Energieeffizienz im Gebäudebereich – Weiterentwicklung der Rechenregeln, Validierung und praktische Umsetzung“ wurde sie 2013 mit dem VCE – Innovationspreis für Exzellenzforschung im Ingenieurbau ausgezeichnet. Seit 2019 ist sie ordentliche Universitätsprofessorin (Full Professor) und Leiterin des Forschungsbereiches „Ökologische Bautechnologien“ am Institut für Werkstofftechnologie, Bauphysik und Bauökologie der TU Wien.

## Forschung
Unter der Leitung von Azra Korjenic wurde im Jänner 2019 an der TU Wien der Forschungsbereich „Ökologische Bautechnologien“ gegründet. Dieser setzt an die bereits langjährige, erfolgreiche Forschungs- und Lehrtätigkeit am früheren Institut für Hochbau und Technologie an und widmet sich in Forschung und Lehre der Gestaltung und Anpassung der gebauten Umwelt an zukünftige Herausforderungen wie Klimawandel, Umweltschutz, Ressourcenknappheit etc., unter besonderer Berücksichtigung der Wechselwirkungen zwischen Bauwerk, Mensch und Umwelt.
Korjenic‘ Forschungsschwerpunkte umfassen ökologische Materialien und Konstruktionen, Gebäudebegrünung sowie Green and Smart Cities, Die stark anwendungsbezogenen Untersuchungen reichen von Material- und Konstruktionsanalysen im Labor über maßstabsgetreue Versuche in den Außenanlagen des Forschungsbereichs bis zu In-Situ Messungen und Auswertungen an den Gebäuden am Projektstandort.
Internationale Bekanntheit erfuhr Azra Korenic und ihr Forschungsbereich durch die Projekte GrünPlusSchule, GRÜNEzukunftSCHULEN und MehrGrüneSchulen, welche sich mit einmaliger Erforschung von Gebäudebegrünungen an und in Schulen befassen, GreenCool&Care welches sich mit der Entwicklung neuer und der Optimierung bestehender Begrünungs-Ansätze für die Anwendung in Alters- und Pflegeheimen beschäftigt, sowie durch Forschungsprojekte rund um den eigens entwickelten Öko-Freiland-Prüfstand.
Auch in der nationalen und internationalen Scientific Community der Bauphysik/Bauökologie ist Korjenic gut vernetzt. Sie ist Editorial board member und Reviewer diverser internationaler Journals und Konferenzen, wie Energy and Buildings, Energies, Sustainable Cities and Society und Renewable and Sustainable Energy, Mitglied in internationalen Arbeitsgruppen im Bereich ökologisches und innovatives Bauen, sowie Mentor bzw. Co-Mentor bei Dissertationen an diversen Partneruniversitäten.
Korjenic ist Autorin bzw. Co-Autorin von über 350 wissenschaftlichen Veröffentlichungen, davon sind über 130 in peer-reviewten Zeitschriften erschienen.

## Auszeichnungen
- 2013: Scientific Excellence Award mit Ehrenmedaille, Technische Universität Košice, Slowakei[13]
- 2013: Umweltpreis, Kategorie Frauen in der Umwelttechnik[14]
- 2013: VCE - Innovationspreis für Exzellenzforschung im Ingenieurbau für die Habilitationsschrift „Methodische Ansätze zur Verbesserung der Energieeffizienz im Gebäudebereich - Weiterentwicklung der Rechenregeln, Validierung und praktische Umsetzung“[15]
- 2015: Energy Globe Wien, Wirtschaftskammer Österreich-Energy Globe Foundation GmbH[16]
- 2016: Ehrung International Burch University[17]
- 2017: Medal of Honor, Faculty of Civil Engineering, Technical University of Košice, Slowakei[18]
- 2017: Energy Globe Wien, für das Project GrünPlusSchule[19]
- 2017: ÖGUT Umweltpreis Top 3, Kategorie Stadt der Zukunft, Projekt: Hocheffiziente Fassaden- und Dachbegrünung kombiniert mit Photovoltaik[20]
- 2018: SKYBERRIES Award, für das beste Projekt (GrüneZukunftSchulen) an der internationalen Skyberries Conference (Urban Future Global Conference)[21]
- 2018: Sustainability Award[22]
- 2018: VCÖ-Mobilitätspreis Wien für das Projekt Greening Aspang[23]
- 2018: Best Lecture Award TU Wien[24]
- 2022: Clusterland Award[25]
- 2022: Sustainability Award[26]
- 2023: Energy Globe Niederösterreich[27]
- 2023: „Signum Excellentiae“-Goldmedaille[28]
- 2023: Nachhaltige GestalterInnen[29]

## Publikationen (Auswahl)
- A. Korjenic, V. Petránek, J. Zach, J. Hroudova: Development and performance evaluation of natural thermal-insulation materials composed of renewable resources. In: Energy and Buildings. Band 43, 2011, Nr. 9, S. 2518–2523.
- A. Korjenic, J. Hroudova, J. Zach, M. Mitterböck: Entwicklung eines Wärmedämmputzes mit Naturfasern und Untersuchung des Wärme- und Feuchteverhaltens. In: Bauphysik. Band 4, 2017, ISSN 0171-5445, S. 261–271.
- A. Korjenic, S. Klaric: The revival of the traditional Bosnian wood dwellings. In: Energy Efficiency, Band 4, 2011, Nr. 4, S. 547–558.
- A. Korjenic, S. Klaric, A. Hadzic, S. Korjenic: Sheep Wool as a Construction Material for Energy Efficiency Improvement. In: Energies (eingeladen). 2015, 8, S. 5765–5781.
- D. Tudiwer, A. Korjenic: The effect of living wall systems on the thermal resistance of the facade. In: Energy and Buildings. Band 135, 2017, S. 10–19.
- D. Tudiwer, A. Korjenic: The effect of an indoor living wall system on humidity, mould spores and CO2-concentration. In: Energy and Buildings, Band 146, 2017, S. 73–86.
- M. Penaranda Moren, A. Korjenic: Green Buffer Space Influences on the Temperature of Photovoltaic Modules (Multifunctional System: Building Greening and Photovoltaic). In: Energy and Buildings, Band 146, 2017, S. 364–382.
- M. Penaranda Moren, A. Korjenic: Hotter and colder - How Do Photovoltaics and Greening Impact Exterior Facade Temperatures: The synergies of a Multifunctional System. In: Energy and Buildings, Band 147, 2017, S. 123–141.
- M. Penaranda Moren, A. Korjenic: Untersuchungen zum ganzjährigen Wärmeschutz an Varianten eines kombinierten Dachaufbaus mit Photovoltaik und Begrünung. In: Bauphysik, Band 40, 2018, Nr. 3, S. 131–142.
- J. Zach, A. Korjenic, V. Petránek, J. Hroudova, T. Bednar: Performance Evaluation and Research of Alternative Thermal Insulations based on Sheep Wool. In: Energy and Buildings, Band 49, 2012, S. 246–253.
- T. Ashour, A. Korjenic, S. Korjenic: Equilibrium moisture content of earth bricks biocomposites stabilized with cement and gypsum. In: Cement and Concrete Composites, Band 59, 2015, S. 18–25.
- D. Tudiwer, F. Teichmann, A. Korjenic: Thermal bridges of living wall systems. In: Energy and Buildings, Band 205, 2019, 109522; S. 1–7.
- D. Katunský, A. Korjenic, J. Katunská, M. Lopusniak, S. Korjenic, S. Doroudiani: Analysis of thermal energy demand and saving in industrial buildings: A case study in Slovakia. In: Building and Environment, Band 67, 2013, S. 138–146.
- Greg Bailey, Francesco Defilippis, Azra Korjenic, Amir Čaušević: Cities and Cultural Landscapes; Recognition, Celebration, Preservation and Experience. Cambridge Scholars Publishing, United Kingdom, 2020, ISBN 978-1-5275-4650-9.
- T. Bednar, A. Korjenic: IEA Energie in Gebäuden und Kommunen, Annex 53: Gesamtenergieverbrauch in Gebäuden. In: Buchreihe Schriftenreihe 18/2014, Buchreihen-Herausgeber: H. Bmvit, herausgegeben von: Berichte aus Energie- und Umweltforschung, Bundesministerium für Verkehr, Innovation und Technologie - BMVIT, Wien, 2014.